# Stephen Kinnock

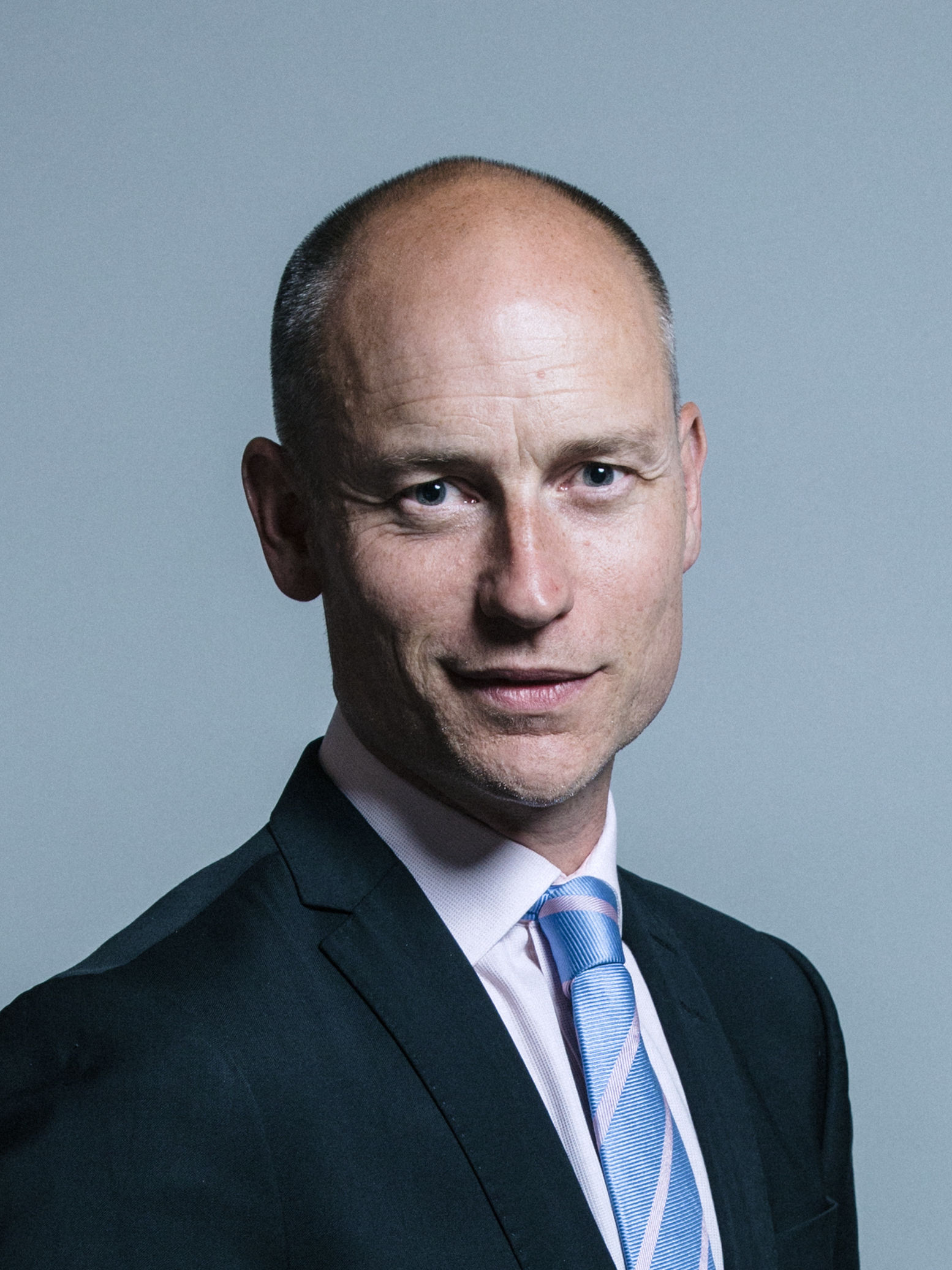
Stephen Kinnock (2017)

Hon. Stephen Nathan Kinnock (* 1. Januar 1970 in Tredegar, Monmouthshire, Wales) ist ein britischer Politiker (British Labour Party). Seit der Unterhauswahl von 2015 ist er für den Wahlkreis Aberavon Mitglied des Unterhauses des britischen Parlaments.
Er ist mit der früheren dänischen Ministerpräsidentin Helle Thorning-Schmidt verheiratet. Sein Vater Neil Kinnock war Vorsitzender der Labour Party, Kommissar und Vizepräsident der Europäischen Kommission. Seine Mutter war MdEP für die Labour Party.

## Kindheit und Jugend, Schule, Studium
Kinnock wurde in Tredegar, einer Stadt in der damaligen Verwaltungsgrafschaft Monmouthshire in Südwales als Sohn von Glenys Elizabeth Parry und Neil Gordon Kinnock geboren, beide britische Politiker. Er besuchte die Drayton Manor High School, eine Comprehensive School (so etwas wie eine Gesamtschule) in Hanwell, London Borough of Ealing, London. Er studierte dann Sprachen am Queens’ College in Cambridge und schloss mit dem Bachelor of Arts (BA) ab. Danach studierte er mit dem Ziel Master of Arts (MA)  am College of Europe in Brüssel, er schloss mit diesem Titel 1993 ab.

## Berufliche Laufbahn
Kinnock arbeitete zunächst als Forschungsassistent im Espace Léopold für das Europaparlament. 1979 erhielt er eine Anstellung bei der Abteilung für Entwicklung und Ausbildung bei der Brüsseler Niederlassung des British Council. Innerhalb des British Council bekleidete er verschiedene Stellen einschließlich des Leiters der Niederlassung in Sankt Petersburg. Nachdem die russischen Behörden diese Einrichtung geschlossen hatten, wurde Kinnock zum British Council in Sierra Leone versetzt. Im Januar 2009 wurde er Direktor für Europa und Zentralasien beim Weltwirtschaftsforum in Genf. Im August 2012 wurde Kinnock geschäftsführender Direktor bei Xyntéo in London, er leitete dort die Abteilung „Global Leadership and Technology Exchange“.

## Politische Laufbahn

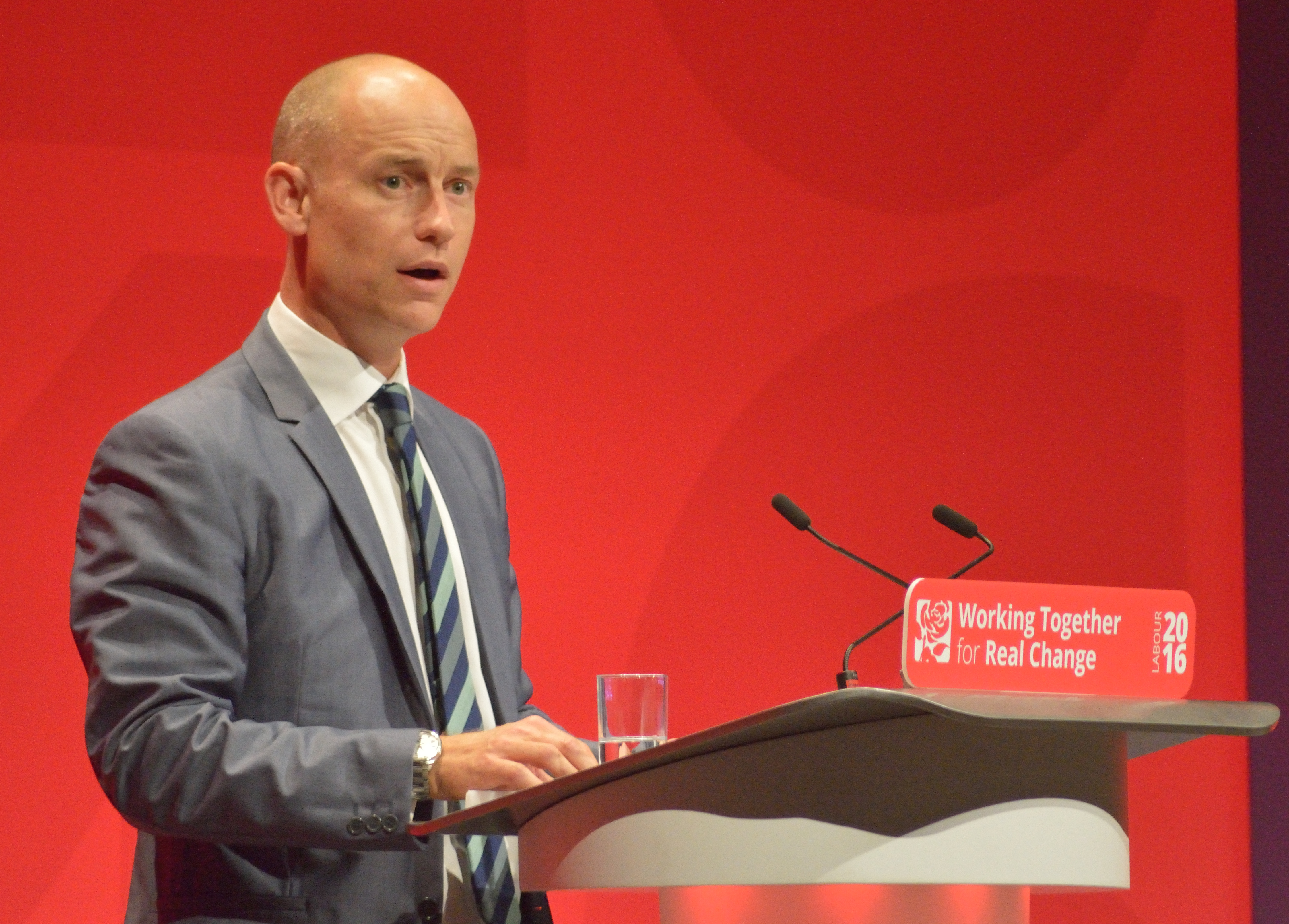
Kinnock spricht auf dem Parteitag der Labour Party (2016)

Im März 2014 wurde Kinnock von der Labour Party für die Unterhauswahl 2015 als Kandidat für den Wahlkreis Aberavon in Wales aufgestellt. Bei der Wahl am  7. Mai 2015 wurde er mit einer Stimmenmehrheit von 10.445 für den Wahlkreis Aberavon ins Unterhaus gewählt. 2017 erfolgte die Wiederwahl mit einer auf 16.761 Stimmen angestiegenen Mehrheit, das entspricht 68, 1 % Stimmenanteil.
Kinnock unterstützte Owen Smith 2016 bei seinem (gescheiterten) Versuch, Jeremy Corbyn als Parteivorsitzenden abzulösen.
Während des Wahlkampfs anlässlich der Unterhauswahl von 2017 gehörte er zu den vier Unterhausabgeordneten, die sich kritisch zu Jeremy Corbyn als Vorsitzendem der Labour Party äußerten. Die vier Abgeordneten wurden von einem Team der BBC im Rahmen einer Dokumentation begleitet (Filmtitel: Labour: The Summer that Changed Everything). Die Dokumentation zeigte, wie Kinnock ein schlechtes Wahlergebnis für Labour vorhersagte und sein Erstaunen über die Zugewinne.
Kinnock verteidigte den Wahlkreis erfolgreich bei der Unterhauswahl 2019. Er unterstützte die Kandidatur von Lisa Nandy bei der Wahl für den Parteivorstand für 2020.

## Privatleben
1996 heiratete Kinnock Helle Thorning-Schmidt, die später Ministerpräsidentin von Dänemark wurde. Das Ehepaar hatte sich beim Studium am College of Europe kennengelernt. Sie haben zwei Töchter.
Im Juni 2010 beschuldigte das dänische Boulevardblatt BT Kinnock der Steuerflucht. Damals zahlte er seine Steuern in der Schweiz. Dort war sein Arbeitsplatz und auch sein Wohnsitz. Auf der Polit-Website seiner Frau war allerdings zu lesen „Die Familie wohnt in Østerbro in Kopenhagen“. Zuvor hatte das Ehepaar den Medien mitgeteilt, Kinnock würde die Wochenenden in Dänemark verbringen, gelegentlich auch bis zum Dienstag. Er betrachte Kopenhagen als seinen Wohnort und seinen Lebensmittelpunkt und lebe dort mit seiner Familie. Der Boulevardzeitung zufolge hätte Kinnock somit mehr als 183 Tage im Jahr in Dänemark verbracht und wäre damit dort steuerpflichtig.
Kinnocks Ehefrau Helle Thorning-Schmidt wies die Beschuldigungen zurück. Sie teilte jedoch mit, das Paar würde die dänische Steuerbehörde um eine Anhörung bitten. Die Anhörung bei der dänischen Steuerbehörde SKAT wurde am 17. September 2010 abgeschlossen. Im Abschlussbericht stellte SKAT fest, Kinnock sei in den Jahren 2007 bis 2009 in Dänemark nicht steuerpflichtig gewesen, da er seinen Wohnsitz im Sinne der dänischen Steuergesetze nicht in Dänemark gehabt habe.
Kinnock ist Ehrenmitglied der National Secular Society.
Als sein Vater 2005 geadelt wurde und „Baron Kinnock of Holyhead“ wurde, erhielt Stephen Kinnock das Recht, als Sohn eines Barons das Höflichkeitsprädikat The Honourable zu führen. Der Titel seines Vaters ist allerdings nicht vererblich.